# コミュニティーネットワーク信州新町
コミュニティーネットワーク信州新町（コミュニティーネットワークしんしゅうしんまち、CNS）は、長野県長野市信州新町地区（旧・上水内郡信州新町）をサービスエリアとするケーブルテレビ局である。条例上の名称は「長野市信州新町情報通信施設」（所在地：長野市信州新町新町1000番地1）。株式会社インフォメーション・ネットワーク・コミュニティ（INC長野ケーブルテレビ）が指定管理者となって管理･運営に当たっている。

## サービスエリア
- 長野県長野市信州新町地区（旧・上水内郡信州新町） - 信州新町水内、信州新町上条、信州新町新町、信州新町里穂刈、信州新町山上条、信州新町越道、信州新町山穂刈、信州新町日原東、信州新町日原西、信州新町左右、信州新町信級、信州新町竹房、信州新町下市場、信州新町牧野島、信州新町牧田中、信州新町中牧、信州新町弘崎[1]